# 玻璃咯嘣
玻璃咯嘣又称琉璃咯嘣，坊间亦有其他叫法，曾經在民间广流行，是中國北方春節期間常見的一種音樂玩具。山西省呂梁市交城縣夏家营镇覃村是其原始产地。2007年1月其製作工藝被列入山西省首批非物質文化遺產。